# Dźwięcznik

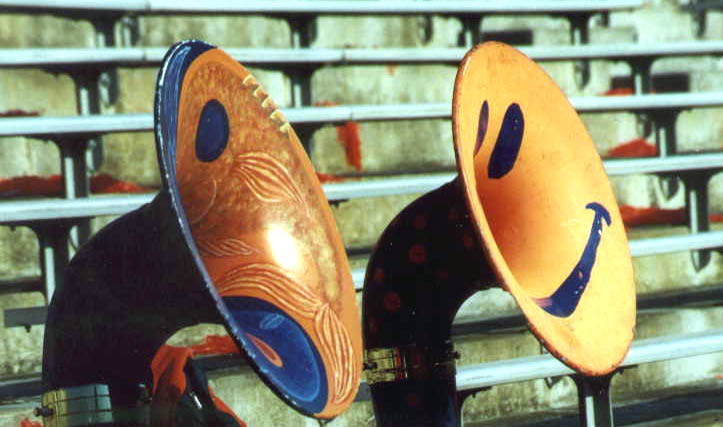
malowany dźwięcznik suzafonu (zespołu Virginia Pep Band)

Dźwięcznik, czara głosowa – wylot (zakończenie) instrumentu dętego, które nadaje dźwiękom wydawanym przez poszczególne instrumenty dęte specyficzną barwę, w zależności od kształtu i materiału, z którego został wykonany.
Dźwięcznik może mieć różny kształt:
- kielichowaty – np. trąbka, tuba
- stożkowy – np. klarnet
- gruszkowaty – np. obój miłosny
- prosty – np. fagot

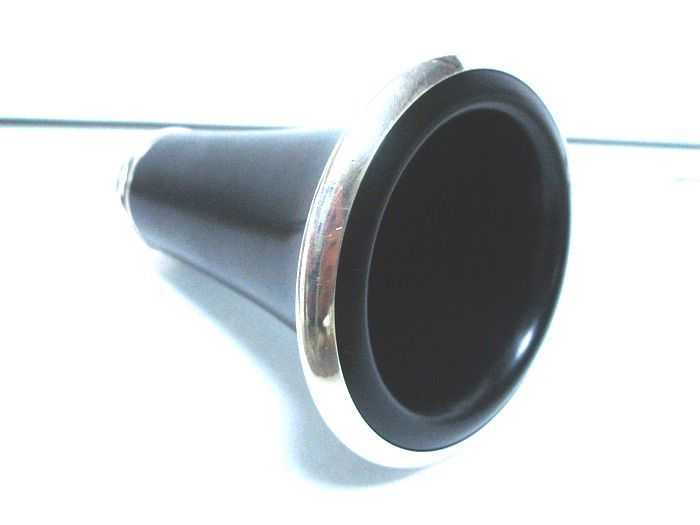
odkręcana czara głosowa klarnetu

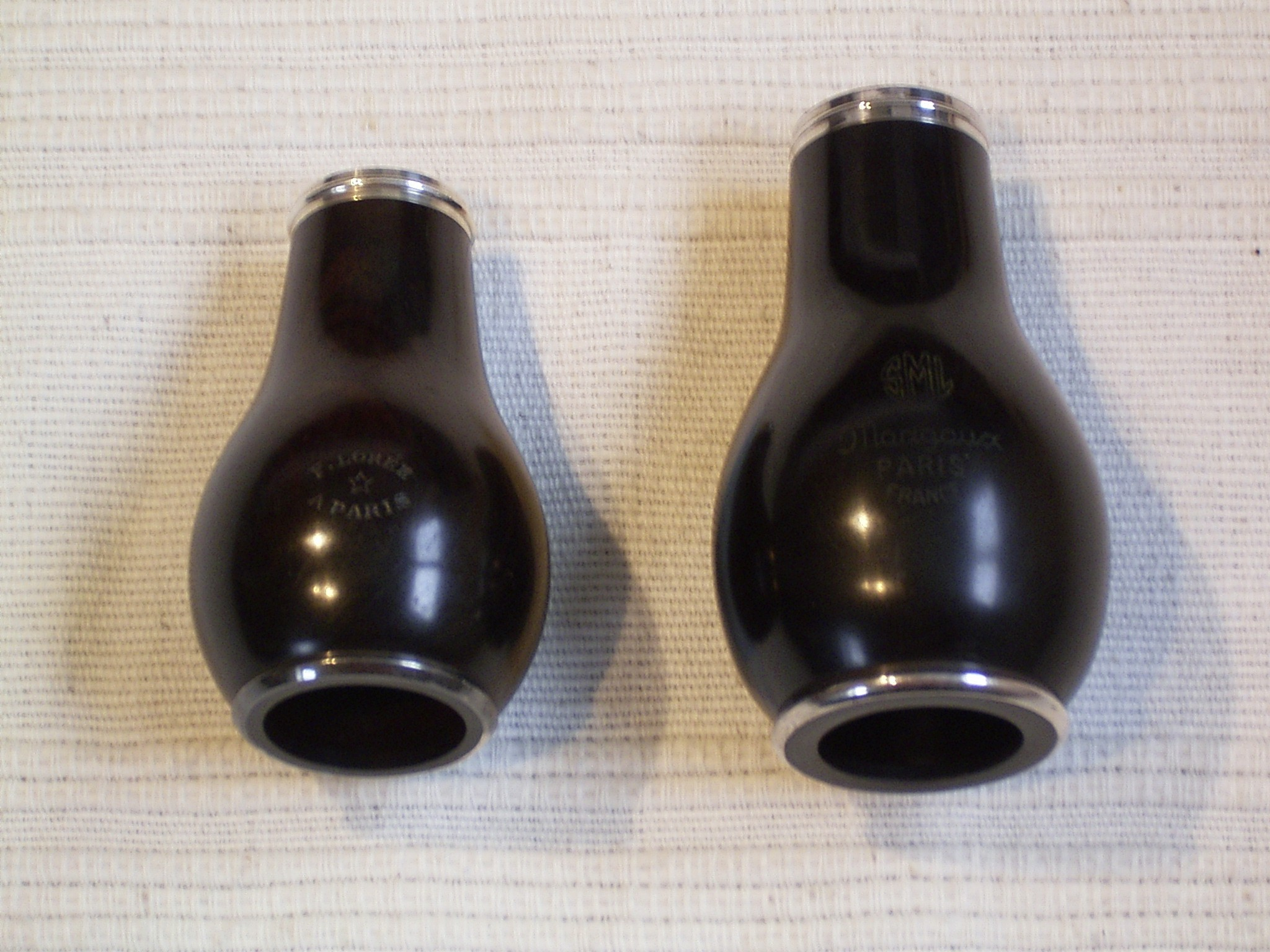
gruszkowaty dźwięcznik oboju miłosnego

W instrumentach dętych blaszanych zwykle występuje dźwięcznik o kształcie kielichowatym, natomiast w instrumentach drewnianych przeważają dźwięczniki o kształcie stożkowym lub gruszkowatym.
Różne kształty dźwięcznika wykształciły się około XVI–XVIII wieku. Wcześniej w instrumentach dętych występowały jedynie dźwięczniki stożkowate.
Pierwowzorem dźwięcznika były rogi – instrumenty silnie związane z dawną kulturą pasterską oraz myśliwską i wykonywane pierwotnie z rogów zwierzęcych. Później zaczęto wykonywać także rogi z drewna (różniące się nazwą i szczegółami budowy w zależności od regionu pochodzenia), a technikę ich wyrobu wykorzystano m.in. do budowania dźwięczników w trombitach.